# العلاقات الرومانية الموزمبيقية
العلاقات الرومانية الموزمبيقية هي العلاقات الثنائية التي تجمع بين رومانيا وموزمبيق.

## مقارنة بين البلدين
هذه مقارنة عامة ومرجعية للدولتين:
| وجه المقارنة                                              | رومانيا                                                                               | موزمبيق          |
| --------------------------------------------------------- | ------------------------------------------------------------------------------------- | ---------------- |
| المساحة (كم2)                                             | 238.40 ألف                                                                            | 801.59 ألف       |
| عدد السكان (نسمة)                                         | 19.59 مليون                                                                           | 29.67 مليون      |
| الكثافة السكانية (ن./كم²)                                 | 82.17                                                                                 | 37.01            |
| العاصمة                                                   | بوخارست                                                                               | مابوتو           |
| اللغة الرسمية                                             | اللغة الرومانية                                                                       | اللغة البرتغالية |
| العملة                                                    | ليو روماني                                                                            | متكال موزمبيقي   |
| الناتج المحلي الإجمالي (بليون دولار)                      | 211.80 مليار                                                                          | 12.33 مليار      |
| الناتج المحلي الإجمالي (تعادل القوة الشرائية) بليون دولار | 465.56 مليار                                                                          | 33.35 مليار      |
| الناتج المحلي الإجمالي الاسمي للفرد دولار أمريكي          | 9.47 ألف                                                                              | 529              |
| الناتج المحلي الإجمالي للفرد دولار أمريكي                 | 23.63 ألف                                                                             | 1.13 ألف         |
| مؤشر التنمية البشرية                                      | 0.793                                                                                 | 0.416            |
| رمز المكالمات الدولي                                      | +40                                                                                   | +258             |
| رمز الإنترنت                                              | .ro                                                                                   | .mz              |
| المنطقة الزمنية                                           | ت ع م+02:00، ت ع م+03:00، أوروبا/بوخارست ‏، توقيت شرق أوروبا، توقيت شرق أوروبا الصيفي ‏ | ت ع م+02:00      |

## منظمات دولية مشتركة
يشترك البلدان في عضوية مجموعة من المنظمات الدولية، منها:
| علم المنظمة | اسم المنظمة                               | تاريخ انضمام رومانيا | تاريخ انضمام موزمبيق |
| ----------- | ----------------------------------------- | -------------------- | -------------------- |
|             | الاتحاد البريدي العالمي                   | ?                    | ?                    |
|             | مؤسسة التنمية الدولية                     | 12 أبريل 2014        | 24 سبتمبر 1984       |
|             | منظمة حظر الأسلحة الكيميائية              | ?                    | ?                    |
|             | منظمة التجارة العالمية                    | 1995                 | ?                    |
|             | الأمم المتحدة                             | 14 ديسمبر 1955       | 16 سبتمبر 1975       |
|             | وكالة ضمان الاستثمار متعدد الأطراف        | 10 سبتمبر 1992       | 23 نوفمبر 1994       |
|             | منظمة الشرطة الجنائية الدولية             | ?                    | ?                    |
|             | مؤسسة التمويل الدولية                     | 23 سبتمبر 1990       | 24 سبتمبر 1984       |
|             | المنظمة الهيدروغرافية الدولية             | ?                    | ?                    |
|             | الاتحاد الدولي للاتصالات                  | 9 فبراير 1866        | 4 نوفمبر 1975        |
|             | البنك الدولي للإنشاء والتعمير             | 15 ديسمبر 1972       | 24 سبتمبر 1984       |
|             | المركز الدولي لتسوية المنازعات الاستشارية | 12 أكتوبر 1975       | 7 يوليو 1995         |
|             | يونسكو                                    | 27 يوليو 1956        | 11 أكتوبر 1976       |

## وصلات خارجية
- موقع وزارة الخارجية الرومانية
- موقع وزارة الخارجية الموزمبيقية